# Shining the Holy Ark
Shining the Holy Ark is een first person rollenspel uitgebracht voor de Sega Saturn. Het is onderdeel van Sega's Shining-serie van computerspellen. Het verhaal wordt vervolgd in Shining Force III.

## Verhaal
Drie huurlingen Arthur, Melody en Forte worden opgedragen om voor de heks Rilix de beruchte ninja Rodi gevangen te nemen. Arthur is een zwijgzame zwaardvechter, Melody een sjamaan en Forte een magiër. De groep achtervolgt Rodi nadat hij zich verstopt heeft in de 'Desire mines'. Eenmaal daar aangekomen blijken de soldaten machteloos te staan tegen Rodi's magische kunsten. De groep waagt de mijn te betreden en treffen de ninja aan, die hun voor een andere groep avonturiers aanziet. Een kort gevecht volgt, tot dit abrupt wordt verstoord door een plotselinge explosie. De vloer zakt door en de vier storten de afgrond in. Ze zijn erg gewond, maar worden genezen door de geesten die vrij kwamen door de explosie. Arthur, Melody en Rodi krijgen een goedaardige geest terwijl Forte een kwaadaardige krijgt en snel verdwijnt voordat de groep opgestaan is. De geesten vertellen de groep dat ze betrokken zijn geraakt in een gevecht tussen goed en kwaad, waarbij de drie zijn gekozen om het kwade tij te keren.

## Gameplay
Het spel is een first person RPG, dat betekent dat men het avontuur doorloopt door de ogen van het personage. Het spel lijkt veel op zijn voorganger Shining in the Darkness. De speler zal dorpen en kerkers doorzoeken om betere uitrusting te krijgen, monsters duiken in de kerkers op die, via een traditioneel beurtelings gevecht, verslagen moeten worden. Ook kunnen pixies toegevoegd worden. Deze zullen de vijand aanvallen voordat het gevecht begint.

## Personages

### Protagonisten
- Arthur - Een huurling zwaardvechter, de zwijgende hoofdpersonage die als gastheer voor de geesten dient, door zijn ogen beleeft men het spel.
- Melody - Een huurling sjamaan, ook gastheer voor een van de geesten.
- Rodi - Een ninja uit 'Far east village', geboden door de wijsheer Sabato om de geest te ontvangen en Innovator te worden.
- Forte - Een huurling tovenaar uit het hof van Enrich, wordt tijdelijk door een kwade geest overgenomen
- Lisa - Een vrouwelijke paladijn, meester in de zwaardkunst en genezende magie. Oorspronkelijk geboden door Sabato om de geest te ontvangen en Innovator te worden.
- Basso - Een drakenkrijger en metgezel van Lisa. Oorspronkelijk geboden door Sabato om de geest te ontvangen en Innovator te worden.
- Akane - Een vrouwelijke ninja, Rodi's zus en geliefde van Panzer.
- Doyle - Een wolfman. Verschijnt enkele keren om de groep in nood te helpen, hij kan later toegevoegd worden als een verborgen personage.

### Antagonisten
- Panzer - De half mens, half 'Vandal', is de zoon van Galm. Hij wenst de terugkeer van het rijk der duizend jaren.
- Rilix - De 'Vandal'-heks wier grote toverkunst haar een plek als rechterhand van de koning heeft verschaft, wenst de terugkeer van het rijk der duizend jaren.
- Elise - Een mensachtige 'Vandal' en de zus van Rilix, ze heeft haar schoonheid weten te behouden door de jeugd uit haar slachtoffers te zuigen.

### Niet-speelbare personages (NPC's)
- Sabato - De wijsheer die de plannen van de heks tegenwerkt, hij probeert de helden te helpen in hun zoektocht.
- Koning Enrich - Heerser over de landen van Enrich, viel in de macht van Rilix, maar komt later weer bij zinnen wanneer de kwade geesten zijn verslagen.
- Galm - De machtigste Vandal, opgeroepen door de wijsheer Sabato, hij verblijft in 'Aborgine Mansion', hij zegt neutraal te zijn in het conflict, maar helpt de groep enkele keren in hun zoektocht.
- Innovator - De tegenpool van een Vandal, hij wacht op de top van 'The Tower of Illusions' om de helden nieuwe krachten te schenken.

## Connectie met Shining Force III
Shining the Holy Ark vindt tien jaar voor de gebeurtenissen in Shining Force III plaats. Dit blijkt uit gesprek die de groep heeft met een kleine jongen genaamd Julian die in de straten van Enrich zwerft. Hij vraagt hen zijn vader te zoeken in 'Aborgine Mansion'. Later blijkt Julians vader door de 'Vandal' Galm vermoord te zijn. Hij zweert wraak tegen de 'Vandals' en dit veroorzaakt de gebeurtenissen in Shining Force III.

## Ontvangst
Het spel werd positief ontvangen in recensies. Men press de innovatieve graphics en boeiende gameplay. Enige kritiek was er op het verhaal en de soms trage animaties van vijanden.
Speltijdschrift Electronic Gaming Monthly gaf het een score van 7,75 en GameSpot beoordeelde het spel met een 9,1.